# Tomasz Giaro
Tomasz Giaro (geboren 1951 in Wrocław) ist ein polnischer Rechtswissenschaftler und Professor an der Universität Warschau.

## Leben
Tomasz Giaro studierte Jura an der Universität Warschau und wurde  1978 mit der Dissertation „Excusatio necessitatis w prawie rzymskim“ promoviert. 1984/85 hielt er sich mit einem Stipendium an der Universität Bonn auf. Seine Habilitation erfolgte 1988 mit der Arbeit „Dogmatische Wahrheit und Zeitlosigkeit in der römischen Jurisprudenz“ an der Universität Warschau.
In den Jahren von 1990 bis 2006 forschte und publizierte er als wissenschaftlicher Mitarbeiter am Max-Planck-Institut für europäische Rechtsgeschichte in Frankfurt am Main. In dieser Zeit schrieb er eine Reihe von Beiträgen für den  Neuen Pauly (DNP). Im Jahr 2006 wurde Giara Hochschullehrer an der Universität Warschau, im Jahr 2016 wurde er für fünf Jahre zum Dekan der Juristischen Fakultät gewählt. Giaros Forschungsschwerpunkte sind das Römische Recht, das osteuropäische Zivilrecht im 19. und 20. Jahrhundert und die juristische Methodenlehre und Theoriebildung.
Giaro war mit der Juristin Małgorzata Gersdorf verheiratet, sie haben einen Sohn.

## Schriften (Auswahl)
- Excusatio necessitatis nel diritto romano (= Studia Antiqua. 9, ISSN 0138-0583). Wydawnictwa Uniwersytetu Warszawskiego, Warschau 1982.
- Aktualisierung Europas. Gespräche mit Paul Koschaker (= Storia delle idee e delle istituzioni politiche. Età contemporanea, Sezione studi. 1). Name, Genua 2000, ISBN 88-87298-15-7.
- mit Pier Giorgio Monateri, Alessandro Somma: Le radici comuni del diritto europeo. Un cambiamento di prospettiva (= Studi superiori. 490, Studi Giuridici). Carocci, Rom 2005, ISBN 88-430-3354-9.
- als Herausgeber: Modernisierung durch Transfer im 19. und frühen 20. Jahrhundert (= Rechtskulturen des modernen Osteuropa. 1 = Studien zur europäischen Rechtsgeschichte. 205). Klostermann, Frankfurt am Main 2006, ISBN 3-465-03489-9.
- als Herausgeber: Modernisierung durch Transfer zwischen den Weltkriegen (= Rechtskulturen des modernen Osteuropa. 2 = Studien zur europäischen Rechtsgeschichte. 215). Klostermann, Frankfurt am Main 2007, ISBN 978-3-465-04017-0.
- Römische Rechtswahrheiten. Ein Gedankenexperiment (= Studien zur europäischen Rechtsgeschichte. 219). Klostermann, Frankfurt am Main 2007, ISBN 978-3-465-04027-9.
- als Herausgeber: Roman Law and Legal Knowledge. Studies in Memory of Henryk Kupiszewski. Stowarzyszenie Absolwentów Wydziału Prawa i Administracji Uniwersytetu Warszawskiego, Warschau 2011, ISBN 978-83-63093-01-3.
- mit Wojciech Dajczak, Franciszek Longchamps de Bérier: Prawo rzymskie. U podstaw prawa prywatnego. Wydawnictwo Prawnicze PWN, Warschau 2009, ISBN 978-83-01-16083-8.
- als Herausgeber: Skuteczność prawa. Konferencja Wydziału Prawa i Administracji Uniwersytetu Warszawskiego, 27 lutego 2009 r. Liber, Warschau 2010, ISBN 978-83-7206-160-7.
- als Herausgeber: Prawo w dobie globalizacji. Konferencja Wydziału Prawa i Administracji Uniwersytetu Warszawskiego, 5 marca 2010 r. Liber, Warschau 2011, ISBN 978-83-7206-172-0.
- als Herausgeber: Roman law and legal knowledge. Studies in memory of Henryk Kupiszewski. Stowarzyszenie Absolwentów Wydziału Prawa i Administracji Uniwersytetu Warszawskiego, Warschau 2011, ISBN 978-83-63093-01-3.